# هاچیسوکه ناریهیتو
هاچیسوکه ناریهیتو (به ژاپنی: 蜂須賀 斉裕 Hachisuka Narihiro); ۱۴ اکتبر ۱۸۲۱ – ۳۰ ژانویهٔ ۱۸۶۸) سیاستمدار اهل ژاپن بود.